# Josep Maria Sala y Boix
Josep Maria Sala y Boix (San Hipólito de Voltregá, 24 de abril de 1964) es un futbolista español, que ocupaba la posición de centrocampista.

## Trayectoria
Se inicia en el modesto conjunto de la Cámara, y en 1982 entra en el juvenil del CE Sabadell. Ese mismo año ya debuta con el primer equipo, que formaba a la Segunda División. Con el conjunto vallesano, Sala jugó en Segunda B y Segunda, hasta que en 1986 alcanzaban el ascenso a la máxima categoría. En Primera, Sala jugaría 56 partidos y marcaría un gol con el Sabadell.
En verano de 1988 ficha por el RCD Mallorca. En su primer año, consigue un nuevo ascenso a Primera. Sala fue titular las cinco temporadas en las islas, tres en la máxima categoría y las otras dos en Segunda. En la 93/94 recala en el Albacete Balompié, donde jugaría 37 partidos ese año y 24 al siguiente.
Entre la 1995 y 1998 forma parte de la cantera del CD Badajoz. El defensa sería pieza clave del once titular del conjunto extremeño, que militaba en la Segunda División. Para la 98/99 retorna a Albacete, ahora también en Segunda, todo matan la titularidad y el buen nivel de juego.
En el verano de 2000 vuelve al CE Sabadell. Esta segunda etapa duraría tres años, y jugaría 83 partidos con los arlequinados. Además, conseguiría su máxima meta goleadora, 15 tantos en este periodo. Al final de la 02/03 cuelga las botas.
En total, Sala acumula más de 600 partidos en Liga, 217 de estos en la máxima categoría.
- Datos: Q13427063